# Райдер, Дадли, 6-й граф Харроуби
Дадли Райдер, 6-й граф Харроуби (англ. Dudley Ryder, 6th Earl of Harrowby ; 11 октября 1892 — 7 мая 1987) — британский пэр и член Палаты общин от консервативной партии. Он носил титул учтивости — виконт Сэндон с 1900 по 1956 год.

## Происхождение и образование
Родился 11 октября 1892 года. Единственный сын Джона Райдера, 5-го графа Харроуби (1864—1956), и его жены, достопочтенной Мейбл Дэнверс Смит (? — 1956). Его дедом по материнской линии был политик Уильям Генри Смит.
Учился в Итонском колледже и Крайст-Черч в Оксфорде graduating as BA, получив степень бакалавра. Он получил почетную степень доктора литературы в Оксфорде в 1964 году.

## Военная служба
Будучи территориальным офицером Королевской полевой артиллерии, виконт Сэндон участвовал в Первой мировой войне, во время которой был ранен и дослужился до чина майора. Он был повторно принят на службу во время Второй мировой войны в качестве майора Королевской артиллерии. С 1946 по 1950 год он был полковником-комендантом Стаффордширского кадетского корпуса.

## Карьера
Лорд Харроуби был назначен помощником личного секретаря министра колоний Альфреда Милнера, 1-го виконта Милнера с 1919 по 1920 год. Заседал в Палате общин Великобритании от Шрусбери (1922—1923, 1924—1929). Являлся личным парламентским секретарём министра авиации сэра Сэмюэля Хоара в 1922—1923 годах.
Харроуби также был членом Комиссии по историческим рукописям с 1935 по 1966 год и был автором книг «География повседневных вещей» и (совместно) «Англия в богослужении» .
В 1956 году он сменил своего отца на посту графа Харроуби и стал членом Палаты лордов.
Олдермен Совета Лондонского графства с 1932 по 1937 год, избранный член совета графства с 1937 по 1940 год, заместитель лейтенанта графства Стаффордшир в 1925 году и мировой судья этого же графства в 1929 году.

## Брак и дети
31 января 1922 года лорд Харроуби женился на леди Хелене Бланш Ковентри (19 января 1895—1974), дочери Джорджа Уильяма Ковентри, виконта Дирхерста (1865—1927), старшего сына Джорджа Ковентри, 9-го графа Ковентри, и Вирджинии Ли Бониндж (урожденной Дэниел). У супругов было трое детей:
- Дадли Дэнверс Грэнвилл Куттс Райдер, 7-й граф Харроуби (20 декабря 1922 — 9 октября 2007), старший сын и преемник отца.
- Достопочтенный Джон Стюарт Террик Дадли Райдер (12 апреля 1924 — 25 октября 2012)[6]
- Леди Фрэнсис Вирджиния Сьюзен Райдер (20 июня 1926 — 9 июня 2013).

## Смерть
Леди Харроуби скончалась в 1974 году. Лорд Харроуби пережил её на тринадцать лет и умер в мае 1987 года в возрасте 94 лет. Его титулы унаследовал его старший сын Дадли.